# Robert Walker
Robert Hudson Walker, född 13 oktober 1918 i Salt Lake City, Utah, död 28 augusti 1951 i Los Angeles, Kalifornien, var en amerikansk skådespelare.

## Biografi
Redan då Robert Walker studerade vid San Diego Army and Naval Academy visade han sig ha skådespelartalang i olika amatörteateruppsättningar. 1938 skrev han in sig vid Academy of Dramatic Arts i New York. Året därpå gifte sig Walker med kollegan Phyllis Isley, som senare skulle bli berömd skådespelerska under namnet Jennifer Jones. Det nygifta paret åkte på bröllopsresa till Hollywood i förhoppning om att komma in vid filmen, men till en början fick bägge endast mindre roller.
Paret återvände till östkusten där hans fru födde två söner, den blivande skådespelaren Robert Walker, Jr. och Michael Walker. Robert Walker fick en roll i en radioserie och 1942 återvände de till Hollywood. Hans fru hade då fått kontrakt med producenten David O. Selznick och han själv med filmbolaget MGM. Medan hon rönte stor framgång fick Walker nöja sig med mindre roller.
Walker och Jennifer Jones skilde sig 1945. Efter skilsmässan tog Walker, som själv kom från ett skilsmässohem, sin tillflykt till flaskan och drabbades av flera nervsammanbrott. 1948 gifte han sig med Barbara Ford, dotter till John Ford, men äktenskapet höll i endast sex veckor. Några månader senare greps han för att ha kört bil onykter, drabbades av ännu ett nervöst sammanbrott och tillbringade nästan ett helt år på ett vårdhem. 
Walker kom tillbaka till skådespeleriet i det som skulle komma att bli hans mest kända och kritikerrosade roll; som charmig, pervers och psykopatisk mördare i Alfred Hitchcocks Främlingar på tåg från 1951. Han avled samma år av en allergisk reaktion mot lugnande tabletter, amobarbital, som han fått utskrivna av sin läkare.

## Filmografi
| År   | Titel                          | Roll                                  | Noter                                     |
| ---- | ------------------------------ | ------------------------------------- | ----------------------------------------- |
| 1939 | Winter Carnival                | Wes                                   |                                           |
| 1939 | These Glamour Girls            | Skolpojke                             |                                           |
| 1939 | Dancing Co-Ed                  | Pojke                                 | Alternativ titel: Every Other Inch a Lady |
| 1943 | Bataanpatrullen                | Leonard Purckett                      |                                           |
| 1943 | Madame Curie                   | David Le Gros                         |                                           |
| 1944 | See Here, Private Hargrove     | Menige Marion Hargrove                |                                           |
| 1944 | Since You Went Away            | Korpral William G. "Bill" Smollett II |                                           |
| 1944 | 30 sekunder över Tokio         | David Thatcher                        |                                           |
| 1945 | 48 timmar                      | Korpral Joe Allen                     |                                           |
| 1945 | Her Highness and the Bellboy   | Jimmy Dobson                          |                                           |
| 1945 | What Next, Corporal Hargrove?  | Korpral Marion Hargrove               |                                           |
| 1945 | The Sailor Takes a Wife        | John Hill                             |                                           |
| 1946 | Efter regn kommer solsken      | Jerome Kern                           |                                           |
| 1947 | The Beginning or the End       | Överste Jeff Nixon                    |                                           |
| 1947 | Prärie                         | Brock Brewton                         |                                           |
| 1947 | Song of Love                   | Johannes Brahms                       |                                           |
| 1948 | One Touch of Venus             | Eddie Hatch                           |                                           |
| 1950 | Please Believe Me              | Terence Keath                         |                                           |
| 1950 | The Skipper Surprised His Wife | Kommendörkapten William J. Lattimer   |                                           |
| 1951 | Vengeance Valley               | Lee Strobie                           |                                           |
| 1951 | Främlingar på tåg              | Bruno Anthony                         |                                           |
| 1952 | My Son John                    | John Jefferson                        |                                           |
| 1987 | Throw Momma from the Train     | Bruno Anthony                         | Arkivfoto                                 |